# Fântâna Mare, Bârzula
Fântâna Mare de asemenea și Fontanul Mare (în ucraineană Великий Фонтан, transliterat: Velîkîi Fontan) este un sat în comuna Cuialnic din raionul Bârzula, regiunea Odesa, Ucraina.

## Demografie
Componența lingvistică a localității Fântâna Mare
     Ucraineană (59,68%)
     Rusă (27,96%)
     Română (11,83%)
     Alte limbi (0,54%)
În conformitate cu recensământul sovietic din 1926 – cca. 26% din populație s-a declarat moldoveană (română).
Conform recensământului din 2001, majoritatea populației localității Fântâna Mare era vorbitoare de ucraineană (59,68%), existând în minoritate și vorbitori de rusă (27,96%) și română (11,83%).

## Vezi și
- Românii de la est de Nistru